# کنترل و علائم

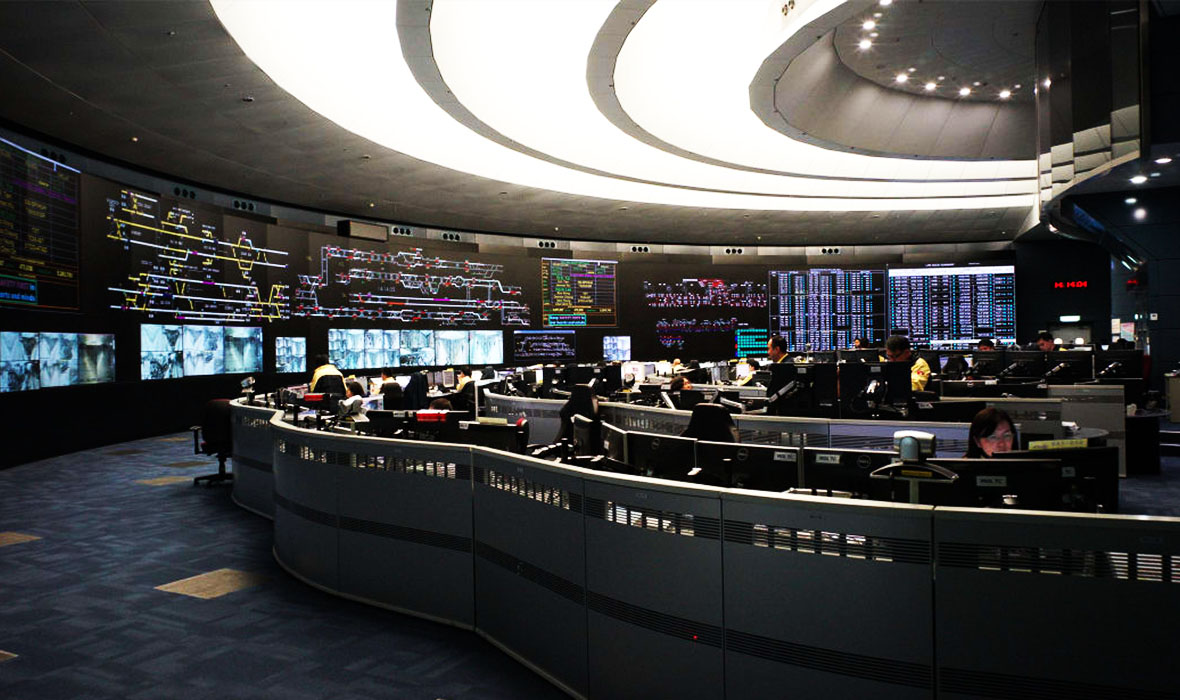
مرکز کنترل راه آهن

در یک سیستم حمل و نقل ریلی، کنترل سیگنالینگ فرآیندی است که طی آن کنترل بر روی حرکت قطار از طریق سیگنال‌های راه‌آهن و سیستم‌های بلوک اعمال می‌شود تا اطمینان حاصل شود که قطارها در مسیر صحیح و در جدول زمانی مناسب کار می‌کنند. کنترل سیگنال در ابتدا از طریق یک شبکه غیرمتمرکز از نقاط کنترل اعمال می‌شد که با نام‌های مختلفی از جمله  سیگنال باکس(signal box) (بین‌المللی و بریتانیا)، اتاق اینترلاکینگ(interlocking tower) (آمریکای شمالی) و اتاق سیگنال(signal cabin) (برخی راه‌آهن‌ها مانند GCR) شناخته می‌شدند. در حال حاضر این سیستم های غیرمتمرکز در مراکز سیگنالینگ(signalling centres) در مقیاس وسیع یا دفاتر اعزام (dispatch offices) تجمیع شده اند. کنترل سیگنالینگ یک رابط بین اپراتور سیگنال انسانی و تجهیزات سیگنالینگ خط و کنار خط ایجاد می کند. دستگاه فنی که برای کنترل ماشین سوزن ها (control switches یا Point machine)، سیگنال ها (signals) و سیستم های بلاک (block systems) استفاده می شود، اینترلاکینگ نامیده می شود.

## تاریخچه

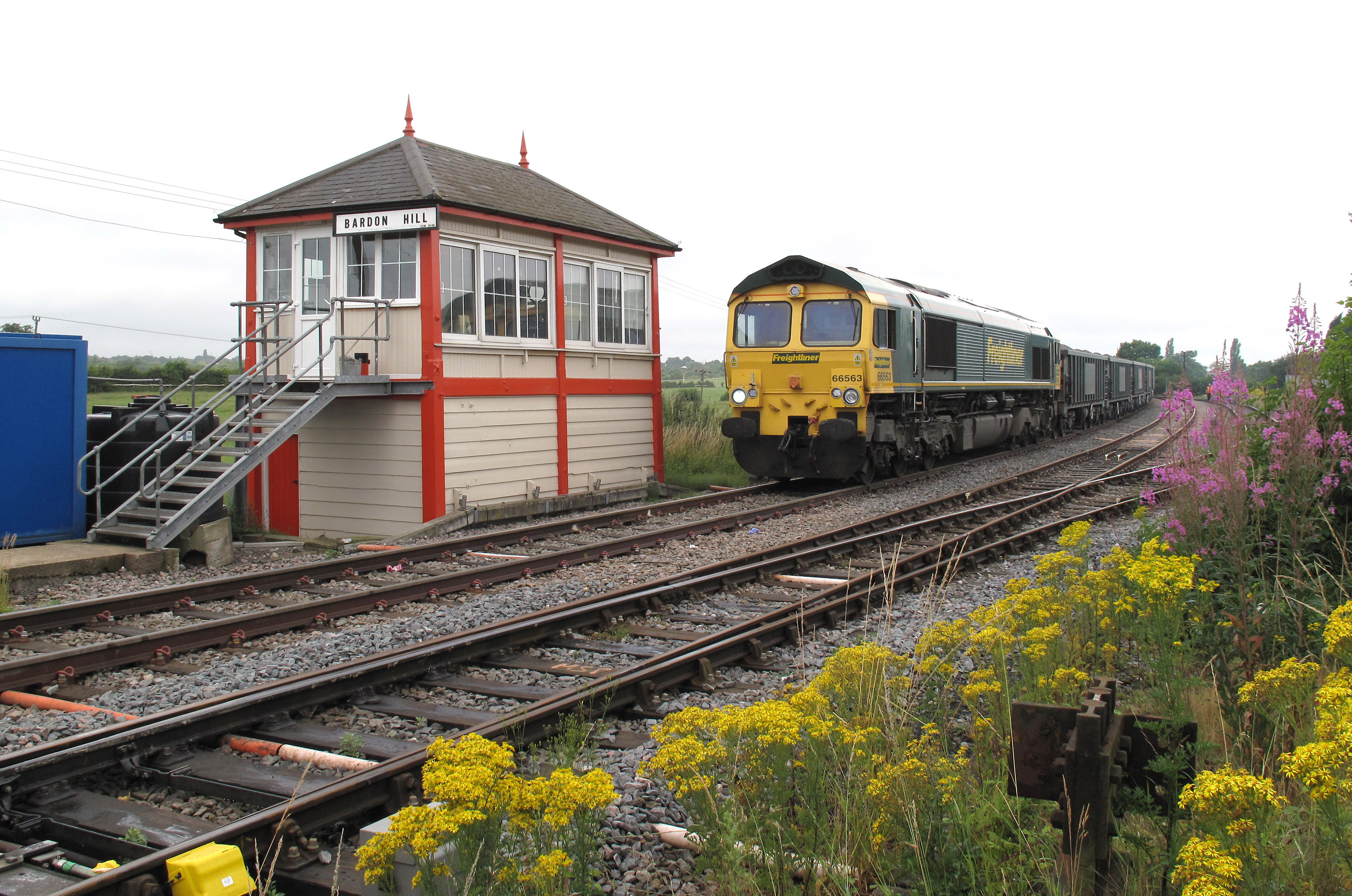
جعبه سیگنال باردون هیل در لسترشر، انگلستان

در قدیم تمامی سیستم سیگنال دهی راه آهن با ابزارهای مکانیکی انجام می شد. ماشین سوزن ها و سیگنال‌ها به‌صورت محلی از اهرم‌ها یا دستگیره‌های منفرد کار می‌کردند، و  فرد سیگنال‌دار را ملزم می‌کرد که بین تجهیزات مختلف خط راه برود تا آنها را در موقعیت لازم برای هر قطاری که عبور می‌کرد، قرار دهد. با گذر زمان و رونق راه آهن و شلوغتر شدن ایستگاه ها، میبایست کنترل یک ساختمان متمرکز شود که به عنوان جعبه سیگنال (signal box) شناخته شد. جعبه سیگنال یک فضای خشک و کنترل شده با آب و هوا را برای سیستم اینترلاکینگ مکانیکی به هم پیوسته و همچنین فرد سیگنال دهنده (signalman) فراهم می کرد. طراحی بلند تر اتاق جعبه‌های سیگنال (که باعث پیدایش اصطلاح «برج» در آمریکای شمالی شد)  دید خوبی از راه‌آهن تحت کنترل خود برای سیگنال‌دهنده فراهم کرد. اولین استفاده از جعبه سیگنال توسط راه آهن لندن و کرویدون در سال 1843 برای کنترل محل اتصال به Bricklayers Arms در لندن بود.

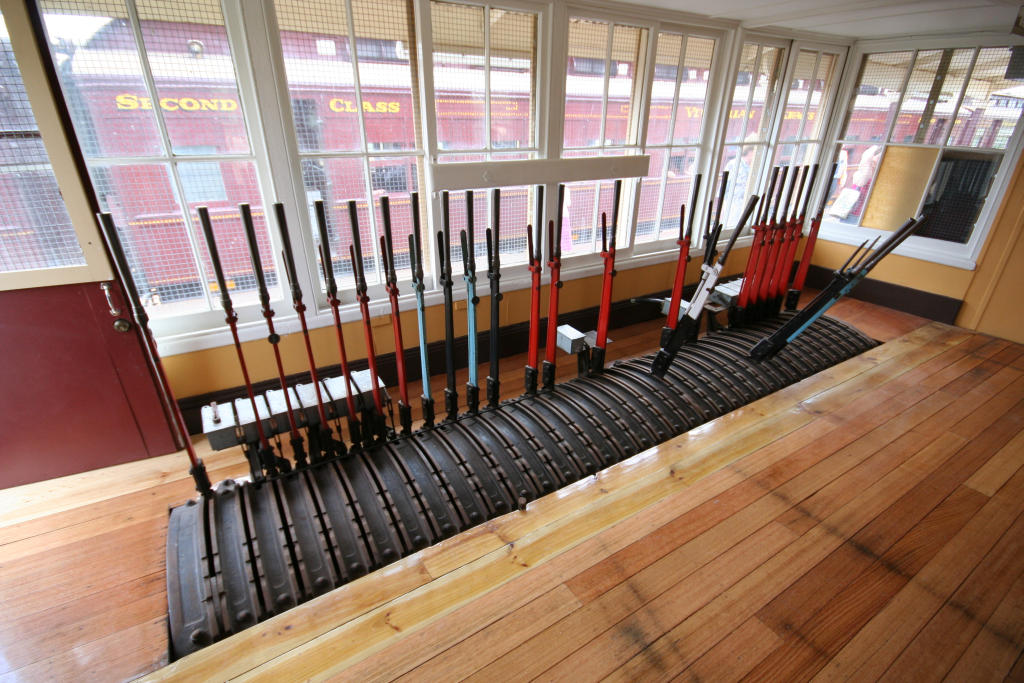
یک سیستم اینترلاکینگ مکانیکی داخل اتاق سیگنال باکس

جعبه های سیگنال همچنین به عنوان هاب های ارتباطی مهمی عمل می کردند و بخش های ناهمگون یک خط ریلی را به هم متصل می کردند تا امکان عبور امن قطارها را فراهم کنند. اولین سیستم های سیگنال دهی با فناوری هایی مانند تلگراف و ابزار بلوک امکان پذیر شد که به جعبه های سیگنال مجاور اجازه می داد تا وضعیت بخشی از مسیر را با هم ارتباط برقرار کنند. بعداً، تلفن، دیسپچرهای متمرکز را در تماس با جعبه‌های سیگنال دور قرار داد و رادیو حتی امکان ارتباط مستقیم با خود قطارها را فراهم کرد. توانایی امروز برای انتقال داده ها در فواصل طولانی، باعث نابودی اکثر جعبه های سیگنال کنترل محلی شدهاست. دیگر نیازی به سیگنال‌دهندگان در کنار مسیر نیست تا به عنوان چشم و گوش سیستم سیگنالینگ عمل کنند. مدارراه ها (Track circuits)،  موثعیت قطار را به مراکز کنترل دور منتقل می‌کنند و لینک بودن داده اجازه دستکاری مستقیم سوزن ها و سیگنال‌ها را می‌دهند.

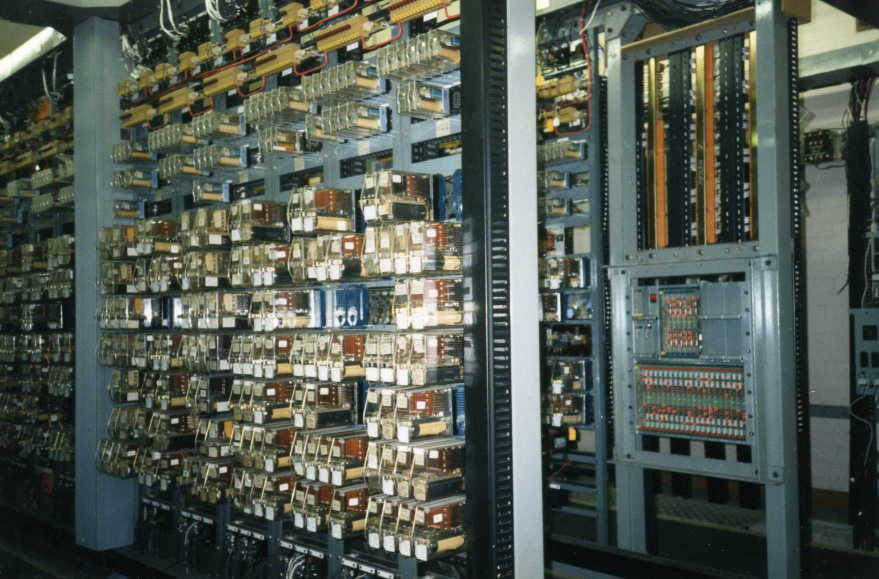
اتاق اینترلاکینگ رله ای

با توسعه عملی قدرت الکتریکی، پیچیدگی جعبه سیگنال دیگر محدود به فاصله ای که یک اهرم مکانیکی می تواند مجموعه ای از نقاط یا سیگنال سیمافور را از طریق یک اتصال فیزیکی مستقیم (یا فضای مورد نیاز چنین اتصالاتی) کار کند، محدود نمی شد. ماشین سوزن و دستگاه های سیگنال دهی که با برق کار می کنند، قلمروی را که یک نقطه کنترل می تواند از چند صد متر تا چندین کیلومتر عمل کند، بسیار گسترش دادند.[2] با توسعه یافتن  فناوری منطق رله الکتریکی ، دیگر برای سیگنال‌دهندگان نیازی به کار با دستگاه‌های کنترلی با هر نوع منطق مکانیکی نبود. با پرش به تمام منطق الکترونیکی، دیگر نیازی به حضور فیزیکی نبود و نقاط کنترل فردی را می توان برای افزایش کارایی سیستم ادغام کرد.

یکی دیگر از پیشرفت‌هایی که با جایگزینی کنترل مکانیکی توسط سیستم‌های تمام الکتریکی امکان‌پذیر شد، این بود که رابط کاربری سیگنالمن می‌تواند برای بهبود بیشتر بهره‌وری بهبود یابد. اندازه کوچک‌تر ضامن‌ها و دکمه‌های فشاری، عملکرد بیشتری را در دسترس یک فرد سیگنال‌دار قرار می‌دهد. فناوری تعیین مسیر(Route-setting)، تنظیم سوزن ها  و مسیرهای جداگانه را از طریق تقاطع های شلوغ به صورت خودکار انجام می دهد. نمایشگرهای ویدیویی کامپیوتری (سیستم مانیتورینگ) رابط فیزیکی را به طور کلی حذف کردند و آن را با رابط نقطه و کلیک یا صفحه لمسی جایگزین کردند. در نهایت، استفاده از تنظیمات مسیر خودکار(Automatic Route Setting) نیاز به هرگونه ورودی انسانی را از بین برد، زیرا حرکت قطارهای معمولی می‌تواند طبق یک برنامه زمان‌بندی یا دیگر منطق برنامه‌ریزی شده کاملاً خودکار شود.

## مؤلفه‌های اصلی کنترل سیگنالینگ

### سیگنالینگ (Signal)
- سیگنالینگ در سیستم بلاک
- هدوی و ظرفیت خط (HeadWay & Capacity)
- زمان بلاک

### سیستم های تشخیص حضور و یکپارچگی قطار
- مدار راه (Track Circuit)
- محورشمار (Axle Counter)
- سیستم تعیین موقعیت و سرعت قطار
- سیستم اطمینان از یکپارچه بودن قطار

### اینترلاکینگ (interlocking)
- اینتنزلاکینگ مکانیکی
- اینتنزلاکینگ رله ای
- اینتنزلاکینگ الکترونیکی

### سیستم های کنترل ترافیک
- سیستم های کنترل محلی (Local Control)
- سیستم كنترل ترافيك از راه دور  (Remote Control System)

### سیستم های کنتزل اتوماتیک قطار
- Automatic Train Protection (ATP)
- Automatic Train Operation (ATO)
- Automatic Warning System
- Automatic Train Supervision (ATS)
- Cab Signaling